# Cap des Crabiers
Das Cap des Crabiers (französisch für Kap der Krabbenfresser) ist ein Kap am südlichen Ausläufer der Carrel-Insel im Géologie-Archipel vor der Küste des ostantarktischen Adélielands.
Französische Wissenschaftler benannten es 1977 nach den hier häufig anzutreffenden Krabbenfressern.